# Leiorhynx argentifascia
Leiorhynx argentifascia är en fjärilsart som beskrevs av George Francis Hampson 1902. Leiorhynx argentifascia ingår i släktet Leiorhynx och familjen nattflyn. Inga underarter finns listade i Catalogue of Life.